# Tram tipo Peter Witt

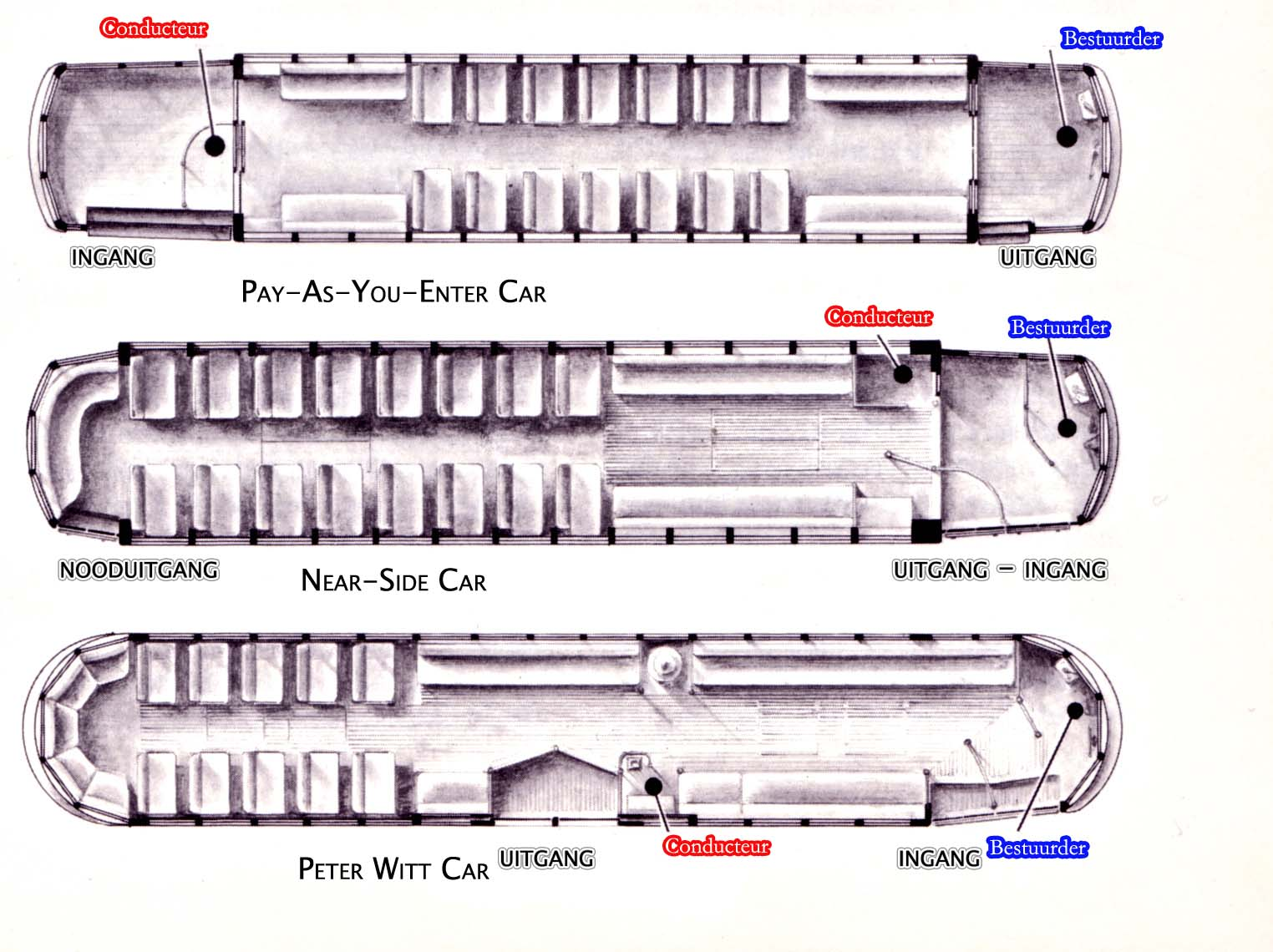
Schema di una vettura tipo Peter Witt, confrontata con altri tipi di vetture dell'epoca

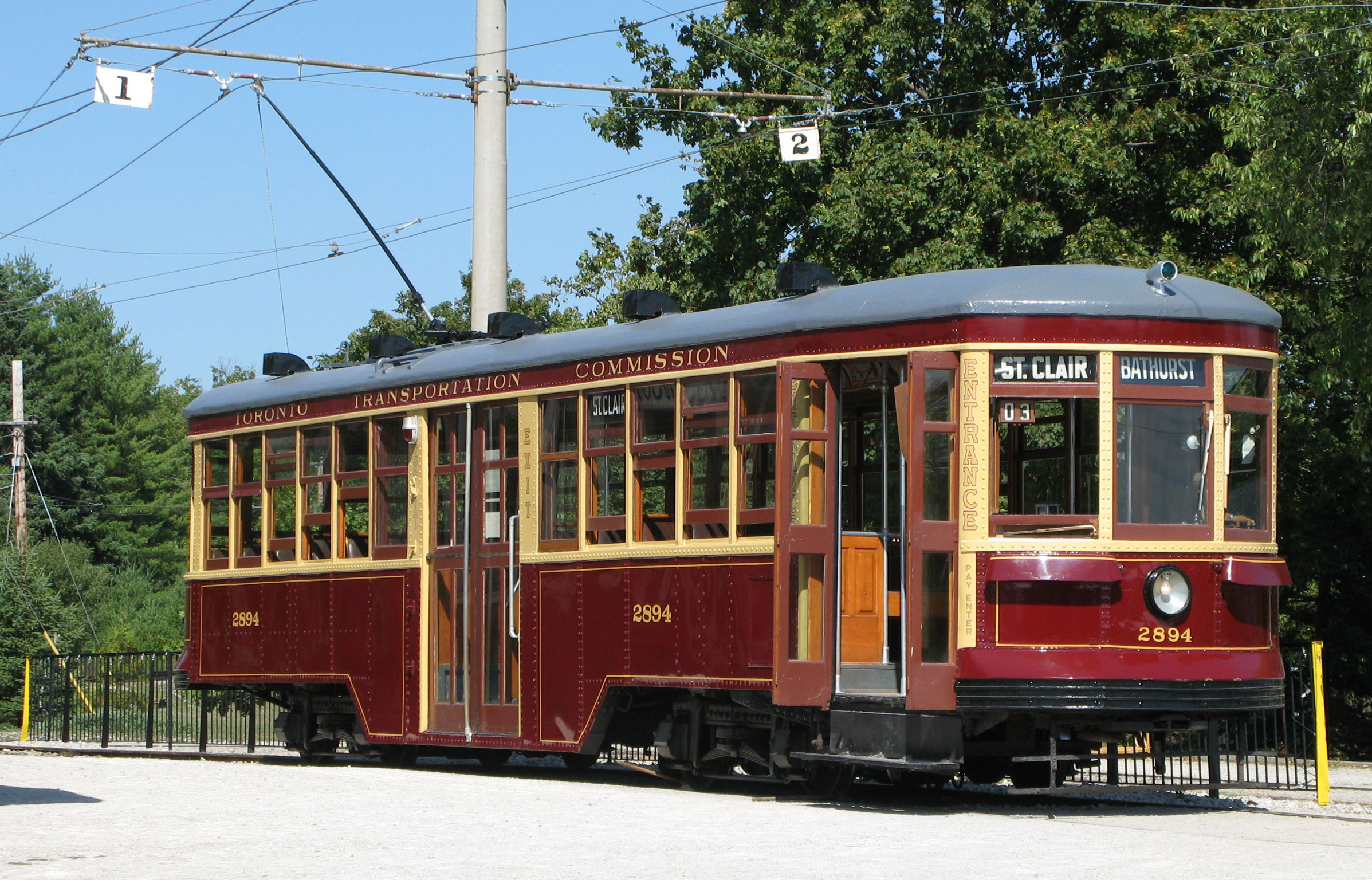
Una vettura tipo Peter Witt in servizio a Toronto

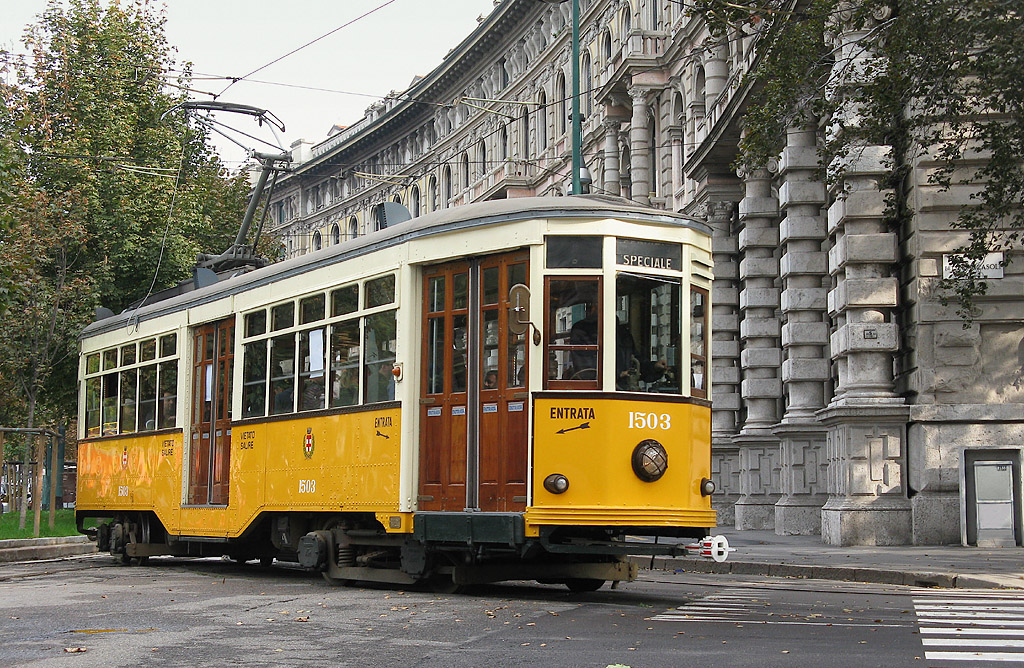
Tram serie 1500 dell'ATM di Milano

I tram tipo Peter Witt erano una tipologia di vetture tranviarie, progettata negli anni venti per l'utilizzo sulla rete tranviaria di Cleveland, ma diffusasi in seguito in molte città americane ed europee. Presero il nome dall'ingegner Peter Witt, consigliere nella città di Cleveland e ideatore del progetto.

## Struttura
Le vetture tipo Peter Witt erano caratterizzate dall'avere una porta anteriore d'ingresso e una centrale d'uscita, a fianco della quale era la postazione del bigliettaio. L'ambiente interno era così diviso in due parti: la parte anteriore, a panche longitudinali, destinata ai brevi tragitti; la parte posteriore, a panche trasversali, destinata ai tragitti più lunghi.

## Diffusione
Le vetture tipo Peter Witt si diffusero rapidamente in altre città americane; nel 1927, anche l'ATM di Milano scelse di rinnovare il proprio parco (allora costituito solo di piccole vetture a due assi, tipo "Edison" e serie 600), ottenendo un clamoroso successo, che ne consentì la diffusione in altre città europee.

## Le Peter Witt negli anni Duemila
Vetture tipo Peter Witt risultano in servizio regolare a Milano (serie 1500); in alcune città americane, alcune vetture restaurate vengono utilizzate regolarmente a scopo turistico.